# پگی آنتروباس
پگی آنتروباس (به انگلیسی: Peggy Antrobus)، (زاده: ۱۹۳۵) یک فعال فمینیست، نویسنده و پژوهشگر از جزایر کارائیب است. او در گرنادا زاده شد.

## تحصیلات
پگی آنتروباس تحصیلات ابتدائی و متوسطه خود را در کشور سنت لوسیا گذراند. در سال ۱۹۵۴ از دانشگاه بریستول در انگلستان در رشته اقتصاد لیسانس گرفت، و برای دریافت گواهینامه حرفه‌ای در مددکاری اجتماعی به دانشگاه بیرمنگام در انگلستان رفت. او درجه دکترای آموزش و پرورش خود را از دانشگاه ماساچوست در امهرست دریافت کرد.

## فعالیت‌ها
پگی آنتروباس در سال ۱۹۷۴ به عنوان مشاور امور زنان در دولت جامائیکا منصوب شد. به‌گفته میشل روولی دانشیار مطالعات زنان در دانشگاه مریلند، در این سمت آگاهی او نسبت به فمینیسم شروع شد. او همچنین در منصب مشاور ارشد سازمان ملل متحد در باربادوس و وزیر حمل و نقل اجتماعی خدمت کرده‌است. آنتروباس در بنیان‌گذاری چند سازمان فمینیستی شرکت داشته‌است، از جمله: انجمن کارائیبی برای تحقیق و اقدام (CAFRA)، شبکه اهداف فمینیستهای جنوب، جایگزین‌های توسعه با زنان برای یک عصر جدید (DAWN) و شبکه بین‌المللی جنسیت و تجارت (IGTN). او نویسنده کتاب هدف جنبش زنان: ریشه‌ها، مشکلات و برنامه‌ها (Zed Books 2004) است. او یک بررسی تحلیلی و تاریخی در مورد فمینیسم جهانی و جنبش بین‌المللی زنان در این کتاب ارائه کرده‌است. در سال ۱۹۸۷ یک واحد بنام زنان و توسعه در دانشگاه هند غربی (UWI) ایجاد کرد و تا زمان بازنشستگی‌اش مدیریت این واحد را بر عهده داشت. در سال ۱۹۸۵ با همکاری تنی چند انجمن کارائیبی‌ها برای تحقیق فمینیست و عمل را بنیاد نهاد.